# Jean Denis Bergeron
Pour les articles homonymes, voir Bergeron.
Jean-Denis Bergeron, né le 9 juin 1757 à Saint-Germain-en-Laye (Seine-et-Oise), mort le 8 décembre 1812 à Dantzig (Pologne), est un militaire français de la Révolution et de l’Empire.

## États de service
Il entre en service le 26 août 1772, comme soldat au régiment de Penthièvre dragons, et le 1er novembre 1773, il passe dans les gardes du corps du comte d’Artois. Il est nommé lieutenant le 8 février 1779, dans la légion de Nassau, et il se trouve à l’attaque de l’île de Jersey, où il se fait remarquer par sa belle conduite.
À la suppression de la légion de Nassau, il passe le 8 juillet 1779, dans les volontaires de la marine comme lieutenant, et ensuite dans les volontaires de Lauzun le 26 juin 1780. Le 20 décembre suivant, il est nommé sous-lieutenant de maréchaussée, avec brevet de lieutenant de cavalerie. Le 19 juin 1791, il devient lieutenant de gendarmerie dans le département des Pyrénées-Orientales, et il est élu lieutenant-colonel commandant le 3e bataillon de volontaires de ce département le 4 novembre 1792. Il fait la campagne de cette année contre les Espagnols, et le 17 septembre 1793, il entre le premier, à la tête de son bataillon, dans la redoute de Peyrestortes.
Envoyé à l’état-major du général Dugommier, pendant le siège de Toulon, il se distingue à l’affaire du 30 novembre 1793, dans laquelle le général O'Hara est fait prisonnier, et confié à sa garde pour être conduit à Aix. Il est blessé le 17 décembre suivant, lors de l’attaque de la redoute anglaise, d’un coup de feu à la cuisse. Il reçoit son brevet d’adjudant-général chef de bataillon le 29 août 1794, et celui d’adjudant-général chef de brigade le 9 janvier 1795, avec le commandement de la place d’Arles, alors en état de siège, où il réussit à maintenir l’ordre et la tranquillité.
En l’an IV, il est employé comme adjudant-général auprès du général Hoche, commandant en chef de l’armée de l’Ouest, et le 24 mars 1796, il prend le commandement de Caen, lui aussi en état de siège. Le 1er novembre 1796, il est nommé commandant d’armes à Besançon, puis il remplit successivement les mêmes fonctions à Charleroi le 21 février 1799, à Briançon le 3 juillet 1799, à Neuf-Brisach le 4 juin 1801 et à Coblence le 24 juin 1802. Il est fait chevalier de la Légion d’honneur le 25 mars 1804, et il est réformé le 23 septembre 1804.
Il est rappelé au service le 2 mai 1809, et envoyé comme commandant d’armes dans le Hanovre, et le 15 septembre suivant, il passe à la place de Bois-le-Duc. Il est de nouveau réformé le 12 juillet 1810, et remis en activité le 13 mars 1811, comme adjudant-commandant à Dantzig.
Il meurt de maladie dans cette ville le 8 décembre 1812.

## Sources
- A. Lievyns, Jean Maurice Verdot, Pierre Bégat, Fastes de la Légion-d'honneur, biographie de tous les décorés accompagnée de l'histoire législative et réglementaire de l'ordre, Tome 4, Bureau de l’administration, 1844, 640 p. (lire en ligne), p. 288.
- « Cote LH/189/70 », base Léonore, ministère français de la Culture
- Danielle Quintin et Bernard Quintin, Dictionnaires des colonels de Napoléon, S.P.M., 2013, 978 p. (ISBN 978-2-296-53887-0, lire en ligne), p. 91
- Léon Hennet, Etat militaire de France pour l’année 1793, Siège de la société, Paris, 1903, p. 287-337.